# ドッグライフカウンセラー
ドッグライフカウンセラー(DLC:Dog Life Counselor)は、NPO法人社会動物環境整備協会(SES:Social Animal Environmental Improvement Society)の認定する人間と犬の社会生活全般に関するカウンセラー認定資格。必要知識の範囲が広く、又試験は記述及び小論文形式が問題の多数を占めるため、合格率は約30%とペット関連の民間資格の中では比較的難関に位置する資格である。

## 概要
- 試験日

年1～2回程度、社会動物環境整備協会が指定する日に東京、大阪、福岡の各会場で実施。
- 試験内容

犬の歴史、犬の種類と特徴、犬の体と能力･犬を取りまく環境、犬に関する法律、病気の種類と予防、ケガの発見と予防、動物医療の環境、フードの種類と選び方、フードの与え方・犬の散歩と日常管理、衛生知識とお手入れ、マナーの重要性、糞尿の始末、迷惑行為の種類と解決方法、犬のしつけ、問題行動と解決方法、避妊と去勢、発情の知識、アドバイス方法と心構え、アドバイザーとしての適正、社会一般常識、理解力と表現力。
- 出題方式

記号選択、記述、小論文。出題の多くは協会の発行するドッグライフカウンセラー教本「素晴らしき家族」の中より出題されるが、応用問題の他、一般社会常識、日々の時事ニュースなどからも一部出題。実技はなし。
- 合格基準

100点満点中70点以上の得点で合格。
- 受験資格

特に無し